# Universidad Santo Tomás (Florida)
La Universidad Santo Tomás (St. Thomas University en idioma inglés) es una universidad privada, católica, de la Arquidiócesis de Miami, situada en Miami Gardens, Florida, Estados Unidos. Su nombre rinde homenaje a Tomás de Villanueva.

## Historia
Fue fundada en La Habana (Cuba) en 1946 como Universidad Católica de Santo Tomás de Villanueva, pero en 1961, Fidel Castro expulsó de Cuba a los miembros de la Orden de San Agustín e incautó todas las propiedades. Los Agustinos se exiliaron en Miami y crearon Biscayne College para continuar allí temporalmente la misma labor, hasta que en 1984 cambiaron de nombre definitivamente a Universidad Santo Tomás. En 1988 los Agustinos pasaron la gestión de la universidad a la Arquidiócesis de Miami.    

## Escuelas y facultades
Tiene cuatro facultades y escuelas:
- Facultad de Derecho
- Facultad de Ciencias Humanas y Sociales
- Escuela de Negocios Gus Machado
- Escuela de Ciencia, Tecnología y Salud

## Deportes
La universidad compite en la Sun Conference de la National Association of Intercollegiate Athletics.